# Cybaeus echinaceus
Cybaeus echinaceus är en spindelart som beskrevs av Zhu och Wang 1992. Cybaeus echinaceus ingår i släktet Cybaeus och familjen vattenspindlar. Inga underarter finns listade i Catalogue of Life.